# 川上嘉市

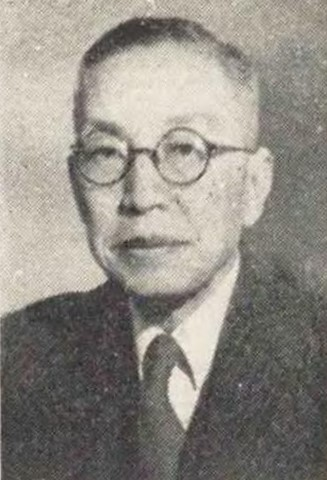
川上嘉市

川上 嘉市（かわかみ かいち、1885年（明治18年）3月1日 - 1964年（昭和39年）4月6日）は、大正・昭和期の日本の実業家、政治家。貴族院勅選議員（1期）、参議院議員（1期）。

## 来歴・人物
静岡県浜松市浜北区内野小島出身。1909年（明治42年）東京帝国大学工科大学を首席で卒業。
東京瓦斯へ入社後、1910年（明治43年）に住友電線製造所（現在の住友電工）に転職。1914年（大正3年）にオーストリア・グラーツにゴム化学の研究の為に留学。同年7月に第一次世界大戦が開戦したことからベルリン経由でイギリスに脱出した。1925年（大正14年）から住友電線取締役を務めた。1927年（昭和2年）に労働争議で経営不振となった日本楽器製造（現在のヤマハ）の社長に就任。
労働争議を解決し、経営の合理化や音響実験室を設けるなど近代的な生産方法を推進し、日本楽器製造の経営を立て直した。
この他、理研電化工業、小糸車両工業の取締役も務めた。
1945年 (昭和20年) 、ミュージックサイレンの開発に着手。
1946年（昭和21年）8月21日、貴族院勅選議員に任じられ、同成会に所属し1947年（昭和22年）5月2日の貴族院廃止まで在任。同年4月20日に実施された第1回参議院議員通常選挙に静岡県地方区から無所属で出馬して当選し、緑風会に所属して1期在任した。
1950年（昭和25年）に日本楽器製造社長を長男の川上源一に譲り会長に就任。ミュージックサイレンの開発が終了。特許を取得し、本格的な販売に取り組む。
1962年（昭和37年）12月、静岡県社会事業共同募金として100万円寄付により1963年（昭和38年）6月29日に紺綬褒章受章（飾版）、木杯一組台付を賜る。
1964年（昭和39年）4月6日死去、79歳。死没日をもって勲三等旭日中綬章追贈（勲五等からの昇叙）、従七位から正四位に叙される。退職金と葬儀の香典は、浜松市に寄付され、浜松市育英事業基金として育英事業に活かされている。
絵画や書、和歌に通じた趣味人でもあった。特に人物画、顔を描くことが多く、骨相学の研究もしていたという。浜松市名誉市民。

## 家族・親族
妻は嘉市が当時組合抗争真っ只中でのヤマハ社長への就任を陰で支えた恩人である浜松市恒武町の豪農小栗義一郎の次女。長男は第4代、第6代ヤマハ社長の川上源一。次男は東宝アドセンター社長の川上流二。孫はヤマハ第7代社長の川上浩（源一の長男）。流二の妻は内務官僚・有吉忠一の五女なので、日本郵船社長の有吉義弥・政治家の山崎巌・建設事務次官の柴田達夫・日本電信電話公社総裁の米澤滋は流二の義兄にあたる（義弥は忠一の長男、山崎・柴田・米澤は忠一の娘婿）。